# Галицький Кузьма Микитович
Кузьма́ Мики́тович Га́лицький (12 (24) жовтня 1897, Таганрог — 14 березня 1973, Москва) — радянський військовий діяч, генерал армії. Член ЦК КП(б)У в 1949—1956 роках. Депутат Верховної Ради СРСР II—V скликань. Депутат Верховної Ради Української РСР II-го та III-го скликань. Герой Радянського Союзу (19.04.1945).

## Біографія
Народився 12 (24) жовтня 1897 році в місті Таганрог в родині робітника-залізничника. У 1912 році закінчив ремісничу школу, працював помічником слюсаря в залізничних майстернях депо станції Таганрог, згодом — помічником машиніста паровозу.
У 1917 році призваний в царську армію, унтер-офіцер.
Член РКП(б) з 1918 року.
У 1918 році вступив до лав Червоної армії. У Громадянську війну командував взводом, ротою, батальйоном, був помічником начальника штабу бригади, брав участь в боях на Південному та Південно-Західному фронтах. Навчався у Вищій стрілецькій школі.
У 1927 році закінчив Військову академію імені Фрунзе. З 1927 — начальник штабу полку, потім — командир полку 1-ї Пролетарської Московської стрілецької дивізії.
У липні 1938 року був заарештований і до травня 1939 року перебував під слідством.
У 1939—1940 роках командував 24-ю Самаро-Ульяновською Залізною двічі Червонопрапорною стрілецькою дивізією, брав участь у радянсько-фінській війні. Генерал-майор від 4 липня 1940 року.
З червня 1941 року по березень 1942 року — командир стрілецької дивізії, корпусу, заступник командувача армією на Західному і Північно-Західному фронтах.
З вересня 1942 року — командувач 3-ю ударною армією. З листопада 1943 по травень 1945 року командував 11-ю гвардійською армією, яка входила до складу військ Калінінського, 1-го Прибалтійського і 3-го Білоруського фронтів. Брав участь в прикордонному бою 1941 в Білорусі, в битві під Москвою, у Великолуцькій, Невельській, Городоцькій операціях 1942—1943, в операціях по розгрому німецьких військ в Білорусі (1944) і Східній Пруссії (1945).
У 1945—1946 роках — командувач військ Особливого округу.
У 1946—1951 роках — командувач військ Прикарпатського військового округу.
У 1951—1954 роках — командувач військ Одеського військового округу.
У 1955—1958 роках — командувач військ Північної групи військ.
З січня 1958 по 1961 рік — командувач військ Закавказького військового округу.
З 1962 року — у відставці. Помер 14 березня 1973 року. Похований у Москві.

## Військові звання
- Полковник (26.11.1935)
- Комбриг (20.02.1938)
- Генерал-майор (4.06.1940)
- Генерал-лейтенант (30.01.1943)
- Генерал-полковник (28.06.1944)
- Генерал армії (11.03.1955)

## Нагороди
- Герой Радянського Союзу (19.04.1945)
- чотири ордени Леніна (21.02.1945, 19.04.1945, 5.05.1945, 2.11.1957)
- чотири ордени Червоного Прапора (21.03.1940, 12.04.1942, 3.11.1944, 20.06.1949)
- Орден Суворова 1-го ступеня (11.10.1943)
- Орден Кутузова 1-го ступеня (20.02.1943)
- Орден Богдана Хмельницького 1-го ступеня (4.07.1944)
- Орден Червоної Зірки(22.02.1968)
- Медалі
- Польський Золотий хрест ордену «За військову доблесть» IV ступеня (19.12.1968)